# Ашанті Голд
Спортивний клуб «Ашанті Голд» або просто «Ашанті Голд» (англ. Ashanti Gold Sporting Club) — професіональний ганський футбольний клуб з міста у золотодобувному місті Обуасі, на південь від столиці Кумасі регіону Ашанті. Зараз клуб виступає в Прем'єр-лізі Гани.

## Історія
Футбольний клуб «Ашанті Голд» засновано 1978 року групою співробітників корпорації Ashanti Goldfields під назвою Спортивний клуб «Голдфілдс» (англ. Ashanti Gold Sporting Club), також відомий як Обуасі Голдфілдс (англ. Obuasi Goldfields). Співробітники благали керівництво AGC спонсорувати команду, але їм завжди відмовляли. Співробітники продовжували платити команді зарплату та покривати витрати, а в сезоні 1984 року клуб став фіналістом кубку Гани. Керівництво помітило успіхи команди й через свого головного акціонера Лонро організувало фінансування та надіслало англійського тренера, щоб допомогти молодій команді. Однак до управління клубом так і залучили вище керівництво компанії. Завдяки успіхам у нааціональному кубку, команду перевели до Прем'єр-ліги Гани, вищого дивізіону чемпіонату країни. Майже десятиліття команда боролася через неорганізованість, аж до 1993 року, коли представник компанії AGC оновили клуб та запросили іншого англійського тренера. 2004 року Obuasi Goldfields Sporting Club Ltd. перейменували в AshantiGold Sporting Club Ltd. 16 квітня через колишніх власників AshantiGold Sporting Club клуб змінив назву на Ashanti Goldfields Corporation.

### Роки успіху
Наступного сезону АшГолд зайняв третє місце в чемпіонаті, поступившись провідному клубу Ашанті, «Асанте Котоко». Наступного року було створено Раду директорів з 13 осіб, а «Ашанті Голд» виграв лігу. Протягом наступних двох років клуб знову виграв лігу.

### Континентальні турніри
Команда 4 рази брала участь у континентальних турнірах, представляючи регіон Ашанті. У 1995 році вони дійшли до чвертьфіналу Ліги чемпіонів АФК, а в 1996 році – лише до 1/8 фіналу. У 1997 році «Ашанті Голд» став фіналістом Ліги чемпіонів АФК.

### Новітня історія
«Ашанті Голд» ніколи не зрівнявся за величчю своєї трирічної кубкової серії, але залишився однією найкращих команд Прем'єр-ліги Гани. Вони продовжують випускати талановитих футболістів, які грали по всій Європі. Воротар «Ашанті Голд» Джордж Ову приєднався до «Чорних Зірок» на чемпіонаті світу з футболу 2006 року, але на футбольне поле не виходив.

## Стадіон
Домашні матчі «Ашанті Голд» проводить на стадіоні «Лен Клей».

## Досягнення
- Прем'єр-ліга Гани
  -  Чемпіон (4): 1993/94, 1994/95, 1995/96, 2015

- Кубок Гани
  -  Володар (1): 1992/93
  -  Фіналіст (2): 1984, 2011/12

- Ліга чемпіонів КАФ
  -  Срібний призер (1): 1997

- Гана Телеком Ґала
  -  Чемпіон (1): 1995/96

## Статистика виступів на континентальних турнірах
| Сезон   | Турнір                       | Раунд         | Клуб                      | Вдома | На виїзді | Загалом        |
| ------- | ---------------------------- | ------------- | ------------------------- | ----- | --------- | -------------- |
| 1996    | Кубок африканських чемпіонів | 1             | «АСФА Єнненга»            | 1-1   | 4-1       | 5-2            |
| 1996    | Кубок африканських чемпіонів | 2             | «КОДМ Мекнеш»             | 0-0   | 0-1       | 0-1            |
| 1997    | Ліга чемпіонів КАФ           | 1             | «Джуніор Проффешионал»    | 3-0   | 1-2       | 4-2            |
| 1997    | Ліга чемпіонів КАФ           | 2             | «Аль-Гіляль» (Омдурман)   | 2-0   | 1-2       | 3-2            |
| 1997    | Ліга чемпіонів КАФ           | Груповий етап | «Клуб Африкен»            | 2-0   | 0-0       | 1-ше місце     |
| 1997    | Ліга чемпіонів КАФ           | Груповий етап | «Ферроваріу ді Мапуту»    | 4-0   | 1-2       | 1-ше місце     |
| 1997    | Ліга чемпіонів КАФ           | Груповий етап | «Замалек»                 | 3-1   | 0-2       | 1-ше місце     |
| 1997    | Ліга чемпіонів КАФ           | Фінал         | «Раджа» (Касабланка)      | 1-0   | 0-1       | 1-1 (4-5 пен.) |
| 2001    | Кубок КАФ                    | 1             | «Атлетіку Авіасан»        | 1-0   | 2-2       | 3-2            |
| 2001    | Кубок КАФ                    | 2             | «Африка Спортс Насьйонал» | 0-0   | 0-2       | 0-2            |
| 2002    | Кубок КАФ                    | 1             | «Саттеліт»                | 4-3   | 1-2       | 5-5 (в.г.)     |
| 2007    | Ліга чемпіонів КАФ           | 1             | ФАР (Рабат)               | 2-0   | 0-2       | 2-2 (6-7 пен.) |
| 2008    | Ліга чемпіонів КАФ           | 1             | «Кабілія»                 | 0-0   | 0-3       | 0-3            |
| 2011    | Кубок конфедерації КАФ       | Попередній    | «Севе Спортс»             | 1-0   | 1-0       | 2-0            |
| 2011    | Кубок конфедерації КАФ       | 1             | «Етуаль дю Сахель»        | 2-1   | 0-3       | 2-4            |
| 2016    | Ліга чемпіонів КАФ           | Попередній    | «МО Беджая»               | 1-0   | 1-3       | 2-3            |
| 2019/20 | Кубок конфедерації КАФ       | Попередній    | Аконангуї                 | 3-0   | 1-1       | 4-1            |
| 2019/20 | Кубок конфедерації КАФ       | 1             | «Реннесанс де Беркан»     | 3-2   | 0-2       | 3-4            |
| 2020/21 | Кубок конфедерації КАФ       | Попередній    | «Салітас»                 | 0-0   | 1-2       | 1-2            |

## Відомі гравці
- Абубакарі Якубу
- Луїс Аг'єманг
- Мубарак Вакасо
- Огустін Агінфул
- Чарльз Аконнор
- Абдул Фатаву Дауда
- Мохаммед Гарго
- Абдул Кадірі Мохаммед
- Джонатан Менса
- Хабіб Мохамед
- Данієль Опар
- Петрус Шітембі
- Анрі Траоре

## Відомі тренери
- Паулістінья
- Мохаммед Гарго
- Момчило "Момо" Медич
- Сесіль Джонс Аттукваєфіо (1990–93)
- Дейв Бут (1991–94)
- Чарльз Г'ямфі (1992–93)
- Сесіль Джонс Аттукваєфіо (1993–95)
- Ганс ван дер Плюйм (1 липня 2000 – 30 червня 2002), (1 липня 2004 – 5 жовтня 2005)
- Сем Ардай (31 жовтня 2004 – 31 травня 2005)
- Девід Данкан (1 липня 2005 – 30 червня 2008)
- Здравко Логарушич (1 липня 2010 – 15 грудня 2011)
- Йоахім Яу Ачемпонг (15 грудня 2011 – 18 грудня 2012)
- Мехді Пашазаде (13 лютого 2012–2013)
- Башир Гейфорд (1 січня 2013 – 2017)
- Чарльз Аконнор (січень 2017 – липень 2018)
- Милован Циркович (листопад 2020– лютий 2021) [2][3][4]